# フロイト -若き天才と殺人鬼-
『フロイト -若き天才と殺人鬼-』 (Freud) は、精神分析学の創始者であるジークムント・フロイトを主人公としたサイコスリラードラマである。オーストリア放送協会とNetflixによって共同製作され、2020年3月にオーストリア国内で放送され、ベルギー、フィンランド、ハンガリー、オーストリアを除く地域では2020年3月23日にNetflixで配信された。日本では2022年1月7日よりBs12で放送された。
19世紀末のオーストリア＝ハンガリー帝国の首都ウィーンを舞台とし、フロイトの同時代の心理学者ヨーゼフ・ブロイアー、ルドルフ皇太子、フランツ・ヨーゼフ1世などの実在の人物を登場させ、人間の心を操ることで成就を謀るハンガリー人の革命運動と猟奇的な殺人事件に巻き込まれるフロイトを描くサイコスリラーである。

## 登場人物
- ジークムント・フロイト : Robert Finster : オーストリアのウィーンに住むユダヤ人の神経科医
- フルール・サロメ : Ella Rumpf : 若いハンガリー人女性の霊媒師
- レノレ : Brigitte Kren : フロイトの家政婦
- アルフレッド・キス : Georg Frierich : 元軍人の警備隊員
- ポーシャッハー : Christoph Krutzler : 警備隊員、キスの部下
- ヴィクトル・フォン・サパリ : Philipp Hochmair : ハンガリー人の伯爵
- ソフィア・フォン・サパリ : Aja Kling :ハンガリー人の伯爵夫人

## あらすじ
19世紀末、フランス留学からオーストリア＝ハンガリー帝国の首都ウィーンに戻ったばかりでいまだ医学界に認められないユダヤ人のジークムント・フロイトは、娼婦の惨殺事件と少女の誘拐・傷害事件に巻き込まれる。若いハンガリー人の霊媒の女性フルールの見る幻視と戦争体験のトラウマに悩むキス警備隊員の尽力で、地位も名誉もある人物たちが奇妙な催眠状態に置かれて犯行に及んだことがわかる。やがて、オーストリアへの復讐を求めるハンガリー独立運動の指導者であり、フルールの後援者であるカパリ伯爵夫妻による、人々の無意識を操ることで皇帝を暗殺しようとする陰謀が浮かび上がる。フロイト、キス、フルールらは暗殺を阻止するが、フロイトは事件に触れる著作の公表を思いとどまる。

## エピソード
| 通算 話数 | タイトル                            | 監督        | 脚本                                          | 公開日        |
| --- | ----------------------------------- | ----------- | --------------------------------------------- | ------------- |
| 1 | "ヒステリー" "Hysterie"             | Marvin Kren | Stefan Brunner, Benjamin Hessler              | 2020年3月15日 |
| フランスからウィーンに戻ったユダヤ人の若き神経科医ジークムント・フロイトは認められず家賃にも困る。医療専門家の前での催眠術の実演のため、家政婦レノレと虚偽の演技の練習をする。警備隊員のキスと部下のポーシャッハーが、性器を切り取られた女性シュテフィを、治療のためにフロイトの家に担ぎ込むが、手当の甲斐なく死亡する。キスはシュテフィの部屋で自分がかつて属した連隊のボタンを見つけるが、上司は捜査を止めるよう言う。フロイトの実演は失敗し、勤務先の精神病棟のマイネルト教授やレオポルド・フォン・シェーンフェルト博士に酷評される。フロイトは友人のシュニッツラーとともにハンガリーのフォン・サパリ伯爵夫妻の屋敷を訪れて降霊会に出席し、クララという少女の幻視に悩まされる、若い女性の霊媒フルール・サロメと知り合う。フロイトはフルールに催眠術をかけてクララが下水道に消える幻視を語らせ、フルールはヒステリーの発作を起こす。 |                                     |             |                                               |               |
| 2 | "トラウマ" "Trauma"                 | Marvin Kren | Marvin Kren, Stefan Brunner, Benjamin Hessler | 2020年3月15日 |
| フロイトとシュニッツラーはシェーンフェルト博士の妹クララ・フォン・シェーンフェルトが失踪したことを知って下水道を探し、キスとポーシャッハーも匿名の電報を受け取り下水道に行き、切断された自分のつま先を咥えさせられ窒息寸前のクララを見つける。シェーンフェルト博士は、意識の戻らないクララの心理治療をフロイトに任せることを拒む。キスは軍隊時代の元上官のゲオルク・フォン・リヒテンベルクを二つの事件の犯人だと疑うが、リヒテンベルクはリーニエの壁での決闘を申し込む。手の痙攣に悩むキスはフロイトに催眠術をかけてもらい、リヒテンベルグの命令で戦争捕虜を殺したことを思い出す。フルールはクララの治療をフロイトに委ねるようクララの母ヘンリエッテを説得する。フルールはフロイトの催眠術で下水道の中のクララを見て、シェーンフェルト博士が誘拐犯であると知る。 |                                     |             |                                               |               |
| 3 | "夢遊病" "Somnambul"                | Marvin Kren | Stefan Brunner                                | 2020年3月18日 |
| キスは決闘でゲオルクを殺す。シェーンフェルト博士はソフィア・フォン・サパリ伯爵夫人に暗示をかけられて自殺を図るが失敗する。サパリ伯爵夫妻が皇太子のルドルフを招いた降霊会で、フルールは再び血なまぐさい幻視を見て倒れる。のちにフルールはフロイトの催眠術の下でオペラ歌手のムハが2人の人間を殺すところを見る。フロイトは幻視をもとにしてキスとともに2人の死体と催眠状態のムハを見つける。フルールに接触を拒否されたソフィアはフロイトを訪ねて催眠術をかけ自殺するよう命じる。 |                                     |             |                                               |               |
| 4 | "トーテムとタブー" "Totem und Tabu" | Marvin Kren | Benjamin Hessler                              | 2020年3月18日 |
| フロイトは自殺を思いとどまる。牢に入れられたムハは催眠が解けず歌い続ける。キスは証言を得てシェーンフェルト博士の逮捕に向かうが、彼は壁に血でシンボルを描き自殺している。戦争中、キスが脱走兵となった息子を救うために、ゲオルクに命じられて捕虜を銃殺したが、息子は結局自殺したことがわかる。ゲオルクの父親のフランツ・フォン・リヒテンベルグ大将の求めで、リードル少尉はキスの暗殺を依頼する。サパリ夫妻が歓心を買おうとするルドルフ皇太子がフルールを宮殿に招き、レイプしようとする。 |                                     |             |                                               |               |
| 5 | "欲望" "Trieb"                      | Marvin Kren | Marvin Kren                                   | 2020年3月18日 |
| フルールはフロイトの家に来て誘惑し二人は激しく愛し合う。夜通し「タルトス」と叫ぶ。フロイトがフルールに催眠術をかけると、別の人格が現れる。二人の情交をフィアンセのマルタの兄と家政婦のレノレに目撃される。フルールはサパリ邸に帰り、別人格を見せる。 キスは襲って来た二人の男を返り討ちにする。ポーシャッハーの助けで死体を始末する。二人はゲオルクの父のリヒテンベルク大将が元締めのヘインツを通して刺客を雇ったと疑う。 皇帝フランツ・ヨーゼフ1世とルドルフ皇太子とリヒテンブルク大将はサパリ邸を舞台とするハンガリー人の陰謀の報告を受ける。ルドルフは幻視にとりつかれ、ハンガリー革命の指導者の子孫であるサパリ夫妻を舞踏会に招くよう提案する。 フロイトは「タルトス」がハンガリー神話にある超自然力を身に着けた人間であると知る。夜、空室のはずの隣室から聞こえるピアノに悩まされる。かつての居住者シュピルマンはリング劇場火災の後に自殺を図ったと知る。サパリ邸に男たちが集まり、フルールを中心にして裸で血を浴びる儀式にふける。 |                                     |             |                                               |               |
| 6 | "退行" "Regression"                 | Marvin Kren | Benjamin Hessler                              | 2020年3月20日 |
| フロイトはシュピルマンが精神病棟に入りマイネルト教授の治療を受けたと知り、サパリ伯爵夫妻およびフルールとの関係を疑う。皇太子はサパリ夫妻をハンガリー人として初めて皇帝の舞踏会に招待する。 リードル少尉に依頼されてヘインツが放った二人の刺客はキスの暗殺に失敗し、キスはヘインツを問い詰める。口論の末リードル少尉がヘインツを殺すが頭皮の一部を失う。目撃した娼婦がリードル少尉を名指しする。ポーシャッハーはリヒテンベルク大将の率いる軍隊と対立することは得策でないと忠告する。上司に頼んでリードル少尉を目撃者として召喚し、頭皮を調べるよう求める。キスはリヒテンベルク大将の目前でリードルに召喚状を突き付ける。 マイネルト教授は、フルールが口から泡を吹いて人を襲ったとしてフルールを精神病棟に入れ温熱療法にかける。フロイトはサパリの意を受けているとマイネルト教授を批判し、病棟から追い出される。ヨーゼフ・ブロイアーに助けを求めるが拒否される。その夜、レノレとシュニッツラーの助けを借りて精神病棟からフルールを救い出す。 |                                     |             |                                               |               |
| 7 | "カタルシス" "Katharsis"            | Marvin Kren | Stefan Brunner                                | 2020年3月20日 |
| フロイトがフルールを自分のアパートに隠すと、マイネルトとブロイアーが捜索に来る。隣室に隠されたフルールは火傷をした男の幻視を見る。リードル少尉は出頭するがキスの上司のヤナチェック警備隊長を買収し、キスに罪を着せて逮捕させようとする。キスとポーシャッハーはフロイトのアパートに逃げる。 リヒテンベルク大将は死んだ息子の部屋で血の付いた短剣を見つけ証拠を隠滅する。サパリ伯爵夫妻は帝国を倒すための呪術の儀式を行う。 フロイトとキスは自らの中の悪魔に向き合う。フロイトはフルールが「タルトス」であることを知る。フルールは皇帝暗殺の幻視を見る。 |                                     |             |                                               |               |
| 8 | "抑制" "Verdrängung"                | Marvin Kren | Benjamin Hessler,Stefan Brunner               | 2020年3月20日 |
| サパリ伯爵夫妻を含む帝国中の貴族が皇帝の舞踏会に集まる。リヒテンベルク大将とリードル少尉はフロイトのアパートにキスを追い詰めるが、キスは投降し皇帝暗殺の危険を訴える。舞踏会では虐殺が始まり、皇帝は逃げる。リヒテンベルクの率いる連隊、キス、ポーシャッハー、フロイト、フルールは宮殿に急ぎ、フルールは「タルトス」の力で反乱者たちを止める。庭園に逃げ出した皇帝を、呪縛に囚われた皇太子が追って殺そうとする。フロイトの助言で皇帝は「タルトス」の名を用いて息子を眠らせる。 フロイトの婚約者のマルタが訪れ、フルールとの情事を知るが許す。リヒテンベルク大将は正気に戻らない皇太子の治療をフロイトに求める。フロイトは皇太子に催眠術をかけ、フルールとの情事を聞き出す。リヒテンベルク大将はいまだ危険な存在であるフルールを探す。皇帝と大将は事件に触れる催眠術の著作の公表をやめるようフロイトに求め、大金と元の職を提供する。フロイトが拒否すると、大将は家族に危険が及ぶと脅す。 キスは警備隊地区長に昇進し、かつての上司ヤナチェックを殺す。フロイトとマルタは家族に結婚を発表する。フロイトは原稿を燃やし、マイネルト教授の下での職を辞す。キスはウィーンの下水道に入る。フルールがフロイトの前に現れて礼を言い、別れを告げる。 |                                     |             |                                               |               |